# Bombus ladakhensis
Bombus ladakhensis là một loài Hymenoptera trong họ Apidae. Loài này được Richards mô tả khoa học năm 1928.